# Jan Kubit
Jan Kubit (ur. 21 listopada 1933 w Głowience, zm. 8 września 2014 w Warszawie) – polski polityk, poseł na Sejm PRL VII i VIII kadencji.

## Życiorys
Syn Jana i Stefanii. W 1956 uzyskał tytuł zawodowy inżyniera mechanika na Wydziale Budowy Maszyn Energetycznych Politechniki Charkowskiej. Był dyrektorem Elbląskiego Kombinatu Budowlanego.
W 1952 wstąpił do Polskiej Zjednoczonej Partii Robotniczej. Był sekretarzem oddziałowej organizacji partyjnej, podstawowej organizacji partyjnej i Komitetu Zakładowego PZPR w Zakładach Mechanicznych w Elblągu. Od 1978 zasiadał w Komitecie Wojewódzkim PZPR w Elblągu. W latach 1976–1985 pełnił mandat posła na Sejm PRL VII i VIII kadencji w okręgu elbląskim, zasiadając w Komisji Budownictwa i Przemysłu Materiałów Budowlanych oraz w Komisji Górnictwa, Energetyki i Chemii, a ponadto w VII kadencji Komisji Przemysłu Ciężkiego, Maszynowego i Hutnictwa, a w VIII kadencji w Komisji Planu Gospodarczego, Budżetu i Finansów.
Pochowany wraz z żoną Janiną z domu Chlebnikową (1925–2011) na cmentarzu komunalnym południowym w Warszawie.

## Odznaczenia
- Krzyż Oficerski Orderu Odrodzenia Polski
- Złoty Krzyż Zasługi
- Brązowy Krzyż Zasługi
- Medal 30-lecia Polski Ludowej